# Idioma lobedu
Lovedu, es  uno de los dialectos pertenecientes al grupo de dialectos del noreste de Northern Sotho, un idioma bantú hablado por el pueblo lovedu, también deletreado lobedu, que vive en la provincia deTransvaal al norte de Sudáfrica.
También  se conoce comúnmente como khelobedu, khelovhedu, khelovedu, khelozwi, selodzwi, selobedu, lovedu, lovhedu, lobedu, balovedu y  khelobedu. La denominación tiene varias grafías porque nunca fue codificado y por eso es difícil establecer cuál de ellas es la correcta.
Ellos se refiereren a sí mismos como BaLobedu, a la zona donde viven como BoLobedu y a su idioma como SeLobedu, ya que os prefijos se utilizan para cambiar el significado de un sustantivo. Existe sólo en una forma no escrita y se utiliza la ortografía estándar del sotho septentrional para la enseñanza y la escritura en esta comunidad lingüística.
Existe una controversia sobre si debe ser considerado un idioma por derecho o si ha sido correctamente clasificado como uno de los dialectos, al que se refiere la Sección 6 (1) de la Constitución de la República de Sudáfrica, como Sepedi, una de las once lenguas oficiales de Sudáfrica. Algunos investigadores sostienen que la decisión de clasificarla como un dialecto del sepedi tenía por objeto acomodarse al sistema administrativo del régimen del apartheid, como un ejercicio puramente político que carecía de justificación lingüística. También  hay quienes consiedarn que el khelobedu y el sepedi son dos dialectos diferentes.